# Shanting, Fujian
Shanting (kinesiska: 山亭) är en köping i sydöstra Kina. Den ligger i stadsdistriktet Xiuyu i staden Putian i provinsen Fujian, omkring 100 kilometer söder om provinshuvudstaden Fuzhou.